# Moslavačka gora
Moslavačka gora (488 m) – góra w Chorwacji.

## Opis
Jest położona pomiędzy rzekami Česma, Ilova i Lonja. Jej najwyższym szczytem jest Humka (488 m n.p.m.).
Jest zbudowana ze skał wulkanicznych (diabaz, gabro, granit), metamorficznych (amfibolit, gnejs) i osadowych (piaskowiec, wapień) oraz częściowo porośnięta lasem świerkowym. Funkcjonuje na niej kopalnia granitu oraz złoża ropy naftowej. Na jej południowych zboczach uprawiana jest winorośl.